# 鷺谷大輔
鷺谷 大輔（さぎや だいすけ、1973年 - ）は、国際協力機構（JICA）専門家。

## 経歴・人物
東京都生まれ。東京国際大学在学中にアメリカとオーストラリアへの交換留学を経験した。1997年（平成9年）に大学を卒業し、1999年までサンデン株式会社に勤務していた。この就職は「海外勤務の機会を与えてくれる企業」という理由で実際に現地子会社の会計管理や連結決算などの業務に携わったものの、国際協力への関心から退職してイギリスの大学院に進学した。2001年（平成13年）ロンドン大学東洋アフリカ研究学院（SOAS）を修了。
2002年から2005年まで難民を助ける会でカンボジア事務所に駐在し、障害者への職業訓練などに携わった。またカンボジアでは国際連合食糧農業機関（FAO）のコンサルタントも務めた。2006年、国際協力機構がルワンダで実施する「障害を持つ除隊兵士の社会復帰のための技能訓練プロジェクト」に経歴を生かせるのではという理由で応募、同年3月より参加した。以降、2015年まで国際協力機構（JICA）専門家としてルワンダ、フィリピン、南アフリカおよび南部アフリカ地域における社会保障（障害と開発）関連の事業に従事した。フィリピンで携わった「フィリピン国内の地方における障害者のためのバリアフリー環境形成プロジェクト」は、国際ユニヴァーサルデザイン協議会（IAUD）の「IAUDアウォード2010」大賞を受賞している。2016年（平成28年）より国際協力機構（JICA）南アフリカ「障害者のエンパワメントと障害主流化促進」プロジェクトチーフアドバイザー。